# Bröderna Davenport

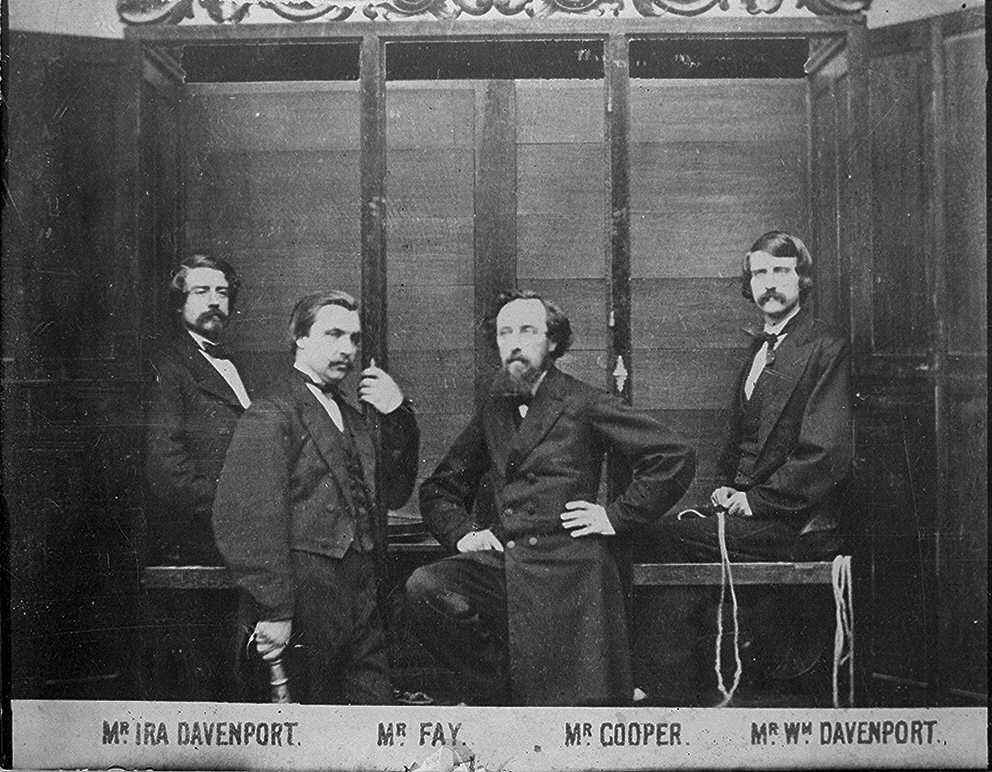
Ira Davenport längst till vänster och William Davenport längst till höger.

Ira Erastus Davenport (1839 - 1911) och William Henry Davenport (1841 - 1877), mer kända som Bröderna Davenport, amerikanska illusionister som utförde illusioner som de påstod var övernaturliga.
Bröderna Davenport började uppträda 1854, knappt ett årtionde efter att spiritismen hade kommit på tapeten i USA. Efter att systrarna Fox berättelser fick större spridning, började bröderna att rapportera att de hade varit med om samma saker. Deras fader, som var polis, sade upp sig och blev deras första manager. Gruppen fick tillskott av en William Fay, som var intresserad av illusionism. Eftersom ingen av dem var underhållare höll de tyst och lät sig presenteras av den presbyterianske pastorn Dr J B Ferguson, som berättade att bröderna togs över av andar, och att det inte var något trick.
Deras mest kända effekt var andeskåpet. Bröderna bands fast vid stolar och stängdes in i en garderob med massor av musikinstrument. När dörrarna hade låsts började instrumenten att spela, och när dörrarna låstes upp igen satt bröderna fortfarande fastbundna.
De reste runt i USA i tio år, innan de åkte över till England där spiritismen blev alltmer populär. 1868 fick gruppen tillskott av den berömde magikern Harry Kellar, men Kellar och Fay lämnade snart gruppen för att göra en egen illusionist-show.
Flera berömda illusionister, inklusive John Henry Anderson och Jean Eugène Robert-Houdin arbetade för att avslöja bröderna Davenport, både genom att skriva avslöjande reportage och genom att göra likadana trick i sina föreställningar. Ett par amatörmagiker följde bröderna i England, och band bröderna med en special-knut som inte var lika lätt att knyta upp, vilket förstörde tricket så att publiken krävde pengarna tillbaka. Vid flera tillfällen blev bröderna avslöjade och deras andeskåp förstört, men i nästa stad lät de konstruera en precis likadan.
Strax innan William Henrys död 1877 fick truppen tillbaka William Fay och gjorde en sista turné genom Amerika. Fay flyttade senare till Australien, och Ira pensionerade sig i Amerika tills de försökte göra comeback tillsammans 1895, men misslyckades.
Innan sin död 1911, intervjuades Ira Davenport av Harry Houdini. Han berättade att bröderna faktiskt aldrig sagt till sin publik att de trott på spiritismen, och att dr Fergusons prat bara var en del av föreställningen. Houdini tyckte att det var viktigt att berätta för sin publik att alla hans rymningar grundades i hans skicklighet som artist.